# Chiese indipendenti africane
Sono definite Chiese indipendenti africane le numerose e diversificate esperienze di comunità cristiane sorte nell'Africa subsahariana nel XIX e XX secolo, accomunate dalla scelta di perseguire una completa autonomia dalle Chiese missionarie quanto a leadership, organizzazione, dottrina, culto. Fondate e concepite da africani e per africani, hanno rappresentato una prima espressione di autonomia e indipendenza negli anni in cui più intenso è stato il dominio coloniale europeo sull'Africa. Non sono tuttavia scomparse né hanno cessato di sorgere con il raggiungimento delle indipendenze politiche. La prima di tali Chiese ad essere ammessa nel Consiglio ecumenico delle Chiese di Ginevra, nel 1969, è stata la Eglise de Jésus-Christ sur terre par le prophète Simon Kimbangu, fondata dal noto profeta congolese nel 1921.

## Epicentri e fasi
Il fenomeno dell'indipendentismo cristiano in Africa ha avuto tre epicentri principali: il Sudafrica, la Nigeria, il Congo. Si è poi esteso alla quasi totalità del continente. Per semplificare una vicenda complessa, gli studi individuano tre fasi principali, l'etiopista, la sionista, la profetica. Il termine "Etiopia" è infatti sinonimo, nella Bibbia, di Africa (così il Salmo 68, che recita l'Etiopia leverà le mani a Dio). 
Le prime esperienze autonomiste, come quella del ministro metodista Mangana Mokone, sudafricano del Witwatersrand, iniziatore nel 1892 dell’Ethiopian Church in segno di protesta contro la segregazione razziale praticata nella Chiesa di cui era membro, si definivano dunque etiopiste per significare la loro africanità.
In seguito ai traumi causati dalla prima guerra mondiale e dalla successiva pandemia di influenza spagnola, si registrò una nuova ondata di fondazioni, caratterizzate dall'adozione di un riferimento destinato a un successo ancora maggiore rispetto all'Etiopia: Sion. La vicenda delle Chiese sioniste ebbe anch'essa inizio in Sudafrica, sotto l'influsso del pentecostalismo carismatico di matrice americana e dei discepoli di John A. Dowie, che aveva fondato nei pressi di Chicago una “città santa”, Zion City. Dal tronco iniziale della Zionist Apostolic Church di Daniel Nkonyane si staccarono diversi rami, tra cui la Chiesa della Luce di Timothy Cekwane e l’Amanazaretha, la Chiesa nazarita, del più famoso dei profeti sionisti, Isaiah Shembe. Nel 1930, il sionismo si era ormai radicato in vaste regioni del Sudafrica e della Rhodesia. Le Chiese appartenenti a questo filone dovevano la loro attrattiva al connubio tra cristianesimo e pratiche tradizionali. Il battesimo per immersione in un fiume sacro, le cerimonie di guarigione, l'invocazione dello Spirito, il parlare in lingue, determinarono il successo di queste esperienze. Shembe e la sua città santa di Ekuphakameni (1916) fu il più noto tra i profeti sudafricani.
La terza fase dell'indipendentismo è quella profetica, legata all'apparizione di figure eccezionali di fondatori come il liberiano William Wade Harris, all'origine di una campagna di conversione di massa al cristianesimo nella Costa d'Avorio francese del 1913-14, il congolese Simon Kimbangu, John Maranke e John Masowe nello attuale Zimbabwe, Alice Lenshina nella attuale Zambia. Tutte queste figure hanno originato, direttamente o indirettamente, Chiese autonome tuttora esistenti.